# À l'origine (película)
À l'origine (conocida como La mentira en Hispanoamérica y Crónica de una mentira en España) es una película francesa de Xavier Giannoli, estrenada el 11 de noviembre de 2009 en la selección oficial de Festival de Cannes de 2009. El guion se basa en una historia verdadera acaecida en el municipio francés de Saint-Marceau, del departamento de Sarthe, donde el estafador Philippe Berre se hizo pasar por un empresario que se encontraba en la zona para reactivar la construcción de la autopista A 28. La historia real y la contada en la cinta presentan sin embargo diferencias notables, en particular respecto a la efectiva intervención en la autopista.

## Sinopsis
Philippe Miller (también Pablo) es un ladrón, tal vez un exconvicto que vive de pequeñas estafas y trucos. En un pequeño pueblo del norte de Francia, duramente golpeado por el desempleo, a raíz de un error se le toma por el capataz de una gran multinacional, por lo que es recibido como el "mesías" que impulsaría una obra local que hace dos años dejó de funcionar. Se trata de la construcción de una carretera que fue abandonada por decisión administrativa, ya que en su trazado se encuentra una rara variedad de escarabajo, en peligro de extinción. Varios contratistas locales ofrecen entonces a Miller sobornos para la concesión de contratos. Con la ayuda activa del ayuntamiento y de la población local, el protagonista se las arregla para reiniciar el trabajo, liderando un gran grupo de la filial que ha inventado. Poco a poco, se da cuenta de que su argumento lo supera y ve su gran mentira tomar forma en la realidad. Decide sin embargo continuar su engaño hasta el final y luchar por encontrar el dinero necesario para llevar a cabo el trabajo, cumplir con los plazos establecidos en las facturas, y pagar los salarios de los trabajadores, haciendo trucos y estafas a empresas reales y a entidades bancarias que nada sospechan. Los problemas de liquidez y el regreso de un excómplice reclamando un soborno por su silencio siembran dudas entre la población, en particular en su banquero, quien espera con creciente ansiedad los reembolsos. Arrinconado pero decidido a llevar a cabo el proyecto que le da sentido a su vida, Paul decide consagrar la totalidad del dinero que había acumulado mediante sobornos, comisiones ilegales para hacer frente a las obligaciones más urgentes. Tras notar varias irregularidades en su gestión, sus proveedores descubren que de su filial no tienen conocimiento en la compañía central, y pasan a presentar una denuncia ante la policía. Miller, en un último esfuerzo, logra convencer a los trabajadores de que completen el tramo de la carretera, luego se traslada a París para pedir clemencia para su equipo, antes de entregarse a las autoridades.

## Reparto
- François Cluzet : Paul / Philippe Miller.
- Vincent Rottiers : Nicolás, novio de Monika.
- Emmanuelle Devos : Stéphane, la alcaldesa.
- Brice Fournier : Louis, jefe.
- Stéphanie Sokolinski : Monika.
- Gérard Depardieu : Abel.
- Thierry Godard : el banquero.
- Patrick Descamps : el dueño del hotel.
- Franck Andrieux : Pascal.
- Roch Leibovici : concejal.

## Producción
La película fue producida por EuropaCorp, Rectangle Productions, Studio 37, France Télévisions y Groupe Canal+.
El rodaje duró desde el 3 de diciembre de 2007 al 14 de abril de 2008. Se llevó a cabo en: Onnaing, Cambrai, Lille, Lens, Caudry, la base militar de Niergnies y Marruecos.
La película se exhibió por primera vez con público el 21 de mayo de 2009, en el Festival de Cannes. Tras su paso por varios festivales más empezó a ser proyectada comercialmente el 11 de noviembre de 2009 en Francia, Bélgica y Suiza. Durante el año 2010 se fue estrenando por todo el mundo: Argentina, Grecia, Brasil, Países Bajos, Corea del Sur, Alemania...
La música original de la película fue compuesta por Cliff Martinez. La banda sonora también incluye, entre otras piezas, un par de fragmentos de la ópera Norma de Vincenzo Bellini.

## Recepción
La recepción de la crítica fue bastante tibia, sin grandes elogios pero sin grandes críticas. Por ejemplo Luis Martínez afirma en El Mundo «Una correcta parábola de cómo funcionan mecanismos tales como el de la solidaridad, la avaricia y el perdón. Suena grave y, no, en realidad es una obra sencilla, efectiva y -lo que no es bueno- perfectamente previsible», o Diego Lerer en Clarín dice «Una buena combinación de thriller y película social. Un grado de incorrección y virulencia mayores podrían haberla convertido en una gran película».
En FilmAffinity la película obtuvo una nota de 6.6/10, basada en 14 críticas profesionales y 2083 votos del público. En IMDb tuvo una calificación de 7.1/10 con más de 2100 votaciones. En Rotten Tomatoes obtuvo una valoración del 74% del público con más de 250 reseñas.

## Premios
* Fuente: Página de la película en IMDb. 
| Año  | Premio o festival  | Categoría                        | Nominado                       | Resultado |
| ---- | ------------------ | -------------------------------- | ------------------------------ | --------- |
| 2009 | Festival de Cannes | Palma de Oro                     | Xavier Giannoli                | Nominado  |
| 2010 | Premios César      | Mejor película                   | Xavier Giannoli                | Nominado  |
| 2010 | Premios César      | Mejor dirección                  | Xavier Giannoli                | Nominado  |
| 2010 | Premios César      | Mejor actor                      | François Cluzet                | Nominado  |
| 2010 | Premios César      | Mejor actriz secundaria          | Emmanuelle Devos               | Ganadora  |
| 2010 | Premios César      | Mejor revelación femenina        | Soko                           | Nominada  |
| 2010 | Premios César      | Mejor guion original             | Xavier Giannoli                | Nominado  |
| 2010 | Premios César      | Mejor música original            | Cliff Martinez                 | Nominado  |
| 2010 | Premios César      | Mejor fotogrfía                  | Glynn Speeckaert               | Nominado  |
| 2010 | Premios César      | Mejor montaje                    | Célia Lafitedupont             | Nominada  |
| 2010 | Premios César      | Mejor decorado                   | François-Renaud Labarthe       | Nominado  |
| 2010 | Premios César      | Mejor sonido                     | François Musy y Gabriel Hafner | Nominados |
| 2010 | Premios Lumières   | Premio CST a la mejor fotografía | Glynn Speeckaert               | Ganador   |
| 2010 | Premios Lumières   | Mejor película                   | Xavier Giannoli                | Nominado  |
| 2010 | Premios Lumières   | Mejor dirección                  | Xavier Giannoli                | Nominado  |
| 2010 | Premios Lumières   | Mejor actor                      | François Cluzet                | Nominado  |
| 2010 | Étoiles d'Or       | Mejor actor                      | François Cluzet                | Ganador   |
| 2010 | Globes de Cristal  | Mejor película                   | Xavier Giannoli                | Nominado  |
| 2010 | Globes de Cristal  | Mejor actor                      | François Cluzet                | Nominado  |